# Oscar Casanovas
Oscar Casanovas (ur. 15 maja 1914 w Avellanedzie, zm. w 1987) – argentyński bokser, złoty medalista letnich igrzysk olimpijskich w 1936 roku w Berlinie w kategorii piórkowej.